# Marta Olazabal
Marta Olazabal Salgado (Bilbao, 1981) es una ingeniera ambiental española, investigadora del Centro Vasco del Cambio Climático (BC3) y responsable del Grupo de Investigación en Adaptación.

## Trayectoria
Estudió Ingeniería ambiental en la Escuela Ingeniería de Bilbao. Se doctoró en Economía territorial por la Universidad de Cambridge. Su campo de investigación se centra en la sostenibilidad urbana, la gobernanza del cambio climático y la evaluación de la resiliencia a nivel local y en su impacto social y ambiental. Ha realizado estancias científicas en universidades de Alemania, Países Bajos, Reino Unido, Canadá y Portugal.
En 2011, fundó la Red de Investigación sobre Resiliencia Urbana (URNet), que cuenta con más de 300 miembros. Además, ha recibido financiación para sus investigaciones de AXA Research Fund, el Gobierno de España a través del programa Juan de la Cierva y de la Comisión Europea a través de los programas 7FP y Horizonte 2020.

## Reconocimientos
En 2022, fue reconocida por el Departamento de Educación del Gobierno Vasco e Ikerbasque como carrera científica prometedora, en la categoría Starting. Fue incluida en la plataforma "Científicas e Innovadoras" del Ministerio de Ciencia e Innovación del Gobierno de España en colaboración con la Fundación Española para la Ciencia y la Tecnología (FECYT) por sus aportaciones científicas sobre Adaptación al Cambio Climático, especialmente en las áreas de geografía y ciencias tecnológicas.
Ha sido premiada con una Starting Grant del Consejo Europeo de Investigación (ERC)  para implementar su proyecto IMAGINE Adaptación al Cambio Climático en Áreas Urbanas. También fue reconocida con el premio José María Sarriegi Major Catastrophe Research Award.

## Publicaciones (selección)
Ha publicado varios artículos en revistas, tanto de forma individual como colectiva. Además, también ha publicado libros como, entre otros: 
- 2012 – Multidisciplinary perspectives on Urban Resilience. 1st ed. Bilbao. Basque Centre for Climate Change, BC3. 78. ISBN 978-84-695-6025-9.
- 2020 – El Reto Climático en las Ciudades. In: Ministerio de Defensa. In: Las ciudades: agentes críticos para una transformación sostenible del mundo. Ministerio de Defensa. ISBN 978-84-9091-505-9.
- 2020 – An adaptation agenda for the new climate urbanism: global insights. In: Castán Broto, V., Robin, E., While, A. In: Climate Urbanism: towards a critical research agenda. Palgrave Macmillan. ISBN 978-3-030-53385-4.